# Podkopná Lhota
Podkopná Lhota är en ort i Tjeckien.   Den ligger i regionen Zlín, i den östra delen av landet, 260 km öster om huvudstaden Prag. Podkopná Lhota ligger 404 meter över havet och antalet invånare är 328.
Terrängen runt Podkopná Lhota är huvudsakligen kuperad, men åt sydväst är den platt.Runt Podkopná Lhota är det ganska tätbefolkat, med 149 invånare per kvadratkilometer. Närmaste större samhälle är Zlín, 14,6 km sydväst om Podkopná Lhota. I omgivningarna runt Podkopná Lhota växer i huvudsak blandskog.